# Weyerhaeuser (Wisconsin)
Weyerhaeuser es una villa ubicada en el condado de Rusk en el estado estadounidense de Wisconsin. En el Censo de 2010 tenía una población de 238 habitantes y una densidad poblacional de 96,93 personas por km².

## Geografía
Weyerhaeuser se encuentra ubicada en las coordenadas 45°25′32″N 91°24′55″O / 45.42556, -91.41528. Según la Oficina del Censo de los Estados Unidos, Weyerhaeuser tiene una superficie total de 2.46 km², de la cual 2.42 km² corresponden a tierra firme y (1.27%) 0.03 km² es agua.

## Demografía
Según el censo de 2010, había 238 personas residiendo en Weyerhaeuser. La densidad de población era de 96,93 hab./km². De los 238 habitantes, Weyerhaeuser estaba compuesto por el 97.9% blancos, el 0% eran afroamericanos, el 0.42% eran amerindios, el 0% eran asiáticos, el 0% eran isleños del Pacífico, el 0.84% eran de otras razas y el 0.84% pertenecían a dos o más razas. Del total de la población el 1.26% eran hispanos o latinos de cualquier raza.